# Von Trapp Singers

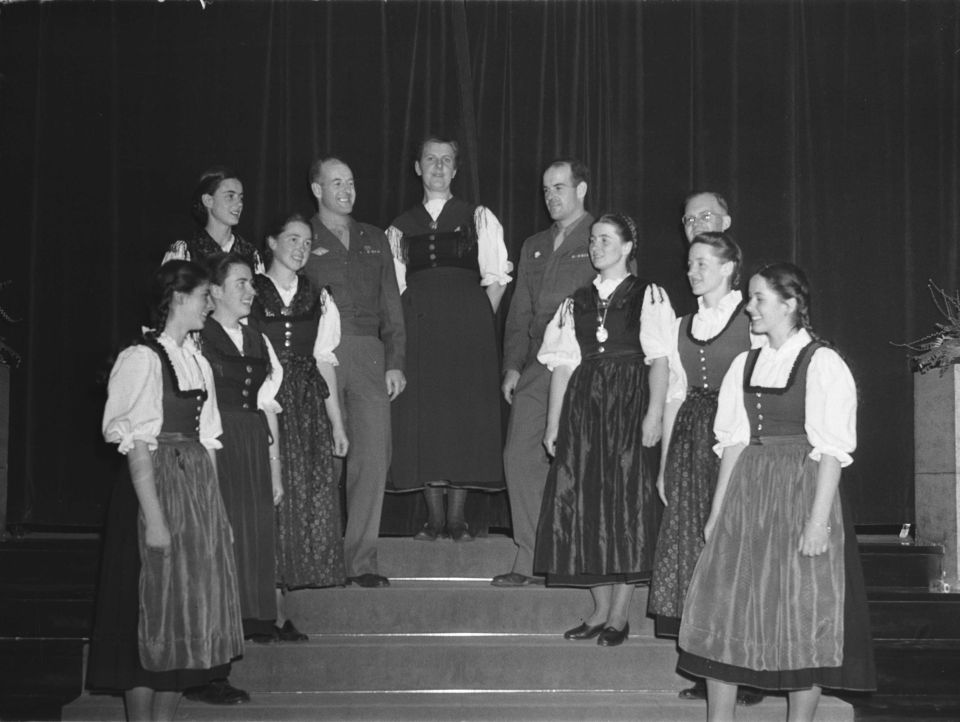
Zingende familie von Trapp in 1946

De Von Trapp Singers is een zanggroep van de leden van de familie Von Trapp, bestaande uit de kinderen, vader Georg von Trapp en stiefmoeder Maria von Trapp.
Hierbij kan verwarring optreden met de fictieve groep uit de musical The Sound of Music. Het is deze groep en het verhaal eromheen waarop de beroemde film The Sound of Music is gebaseerd.
- MusicBrainz: 69bbeed7-17e2-45df-a578-60f084e9657a
- SNAC: w6330mzs